# Campylobacter fetus
Espèce
Agent d'avortement chez les animaux domestiques, Campylobacter fetus (Vibrio fœtus) est un petit vibrion microaérophile de culture délicate. Il détermine des infections septicémiques chez l'homme. Le diagnostic se fait par hémoculture.
Les tétracyclines, l'ampicilline et d'autres antibiotiques actifs sur les bactéries à Gram négatif sont indiqués. La résistance aux fluoroquinolones est constante (résistance naturelle).